# Les Ombres du passé (telenovela)
Pour les articles homonymes, voir Les Ombres du passé.
Les Ombres du passé (A Lei do Amor) est une telenovela brésilienne diffusée entre le 3 octobre 2016 et le 31 mars 2017 sur Rede Globo,.
En France d'outre-mer, le feuilleton a été remonté en 145 épisodes de 45 minutes et diffusé entre le 13 août 2019 et le 16 décembre 2019 sur le réseau La 1ère.

## Synopsis
Un jeune couple fou amoureux décide de vivre sa passion malgré l'opposition de la famille du jeune homme. Leurs sentiments survivront-ils à ces tourments ?
Helô (Claudia Abreu) est cruellement séparée du grand amour de sa vie, Pedro (Reynaldo Gianecchini). Ce jeune homme plein et romantique appartient à une famille puissante qui est prête à tout faire pour de l'argent. Parce qu’Helô est issue d’une famille modeste, les parents de Pedro ont tout mis en œuvre pour empêcher les deux amoureux de vivre leur idylle.
Vingt ans plus tard, tout ce dont Pedro et Helô ont besoin, est une rencontre fortuite pour raviver ce sentiment puissant. Prêts à récupérer le temps perdu, le couple fera tout son possible pour vivre cet amour et luttera non seulement contre la famille ambitieuse de Pedro, mais également contre le mari puissant et sans scrupule d'Helô.

## Distribution
| Acteur/Actrice       | Personnage                      |
| -------------------- | ------------------------------- |
| Cláudia Abreu        | Heloísa Martins Bezerra (Helô)  |
| Reynaldo Gianecchini | Pedro Guedes Leitão             |
| Vera Holtz           | Magnólia Costa Leitão           |
| José Mayer           | Sebastião Bezerra (Tião)        |
| Grazi Massafera      | Luciane Leitão                  |
| Tarcísio Meira       | Fausto Leitão                   |
| Isabella Santoni     | Letícia Martins Bezerra         |
| Camila Morgado       | Vitória Costa Leitão Noronha    |
| Ricardo Tozzi        | Augusto Tavares                 |
| Thiago Lacerda       | Ciro Noronha                    |
| Danilo Grangheia     | Hércules Costa Leitão           |
| Claudia Raia         | Salete                          |
| Daniel Rocha         | Gustavo                         |
| Humberto Carrão      | Tiago Leitão                    |
| Matheus Fagundes     | Eduardo Martins Bezerra ("Edu") |
| Alice Wegmann        | Isabela Dias                    |
| Bruna Hamú           | Camila Leitão                   |
| Emanuelle Araújo     | Yara Garcia                     |
| Tuca Andrada         | Misael de Oliveira              |
| Arianne Botelho      | Aline Garcia de Oliveira        |
| Otávio Augusto       | César Venturini                 |
| Maurício Machado     | Arlindo Nacib                   |
| Gil Coelho           | Wesley                          |
| Bianca Müller        | Ana Luiza Costa Leitão          |
| Ana Rosa             | Zuleika Pessoa (Zuza)           |
| Maria Flor           | Flávia                          |
| Regiane Alves        | Beth Tavares                    |
| Danilo Ferreira      | Zelito                          |
| Heloísa Périssé      | Mileide Rocha                   |
| Titina Medeiros      | Ruty Raquel Rocha               |
| Armando Babaioff     | Bruno Pessoa                    |
| Gabriel Chadan       | Robinson                        |
| Érico Brás           | Jader Azevedo                   |
| Pierre Baitelli      | Antônio Ferrari                 |
| João Campos          | Élio Bataglia                   |
| Tato Gabus Mendes    | Olavo Maciel                    |
| Marcella Rica        | Jéssica                         |
| Bia Montez           | Leila de Oliveira               |

## Diffusion
- Rede Globo (2016-17)
- SIC
- Tele Antillas
- Mega (2018)
- TCS Canal 6
- Teletica
- Ecuavisa
- Teledoce
- Outre-Mer La 1ère (2019)
- Diamants TV (2020)